# Guido Bottinga
Guido Bottinga (Den Haag, 1963) is een Nederlandse schrijver van jeugdboeken, Young Adult-boeken en romans voor volwassenen.
In 2006 debuteerde hij met het boek Een zusje uit een vliegtuig. Voor dit boek werd hij genomineerd voor de Hotze de Roosprijs, een publieksprijs voor debuterende schrijvers. Het boek behaalde in zijn leeftijdscategorie de 2e plaats bij de Vlaamse kinderjury.  Winterkampioen is zijn tweede boek. In het voorjaar van 2014 verscheen De Verwanten, een Young Adult-roman. In november 2015 verscheen zijn eerste roman voor volwassenen, Witte gaten. De boeken zijn uitgegeven door Lemniscaat.
Guido Bottinga studeerde gezondheidswetenschappen aan de Rijksuniversiteit Limburg te Maastricht. In het dagelijks leven is hij bestuursambtenaar bij de gemeente Den Haag. Guido Bottinga woont in Den Haag, is getrouwd en heeft twee kinderen.
- Gemeinsame Normdatei: 134034783
- International Standard Name Identifier: 0000 0003 6873 0598
- Nederlandse Thesaurus van Auteursnamen: 298295954
- Virtual International Authority File: 45509300
- WorldCat: E39PBJr3w6WFgfHY4wfFB9KDbd